# فنجاني ألاسكي
فنجاني ألاسكي (الاسم العلمي: Peziza alaskana) هو نوع من الفطريات يتبع جنس الفنجاني من فصيلة الفنجانية.